# Stéphane Roussel
Stéphane Roussel, né le 12 octobre 1961 à Paris (16e), est un homme d'affaires français. Il exerce actuellement la fonction de président-directeur général de Gameloft.

## Formation
Stéphane Roussel a effectué ses études au lycée Saint-Jean-de-Béthune à Versailles et au lycée de Saint-Cloud avant de rejoindre l’École de psychologues praticiens (EPP) de Paris dont il est diplômé.

## Carrière
Stéphane Roussel commence sa carrière professionnelle en évoluant au sein du groupe Xerox de 1985 à 1997. En 1997, il commence à travailler pour le groupe Carrefour en tant que Directeur des ressources humaines pour les hypermarchés en France. Puis, il exerce la fonction de directeur du développement des ressources humaines au niveau international avant de devenir Directeur des ressources humaines pour l'ensemble du groupe Carrefour en France et ce jusqu'en 2004.
La même année, il devient Directeur des ressources humaines de SFR jusqu'en 2009, date à laquelle il commence à exercer la fonction de directeur des ressources humaines pour Vivendi. Quatre ans plus tard, en juin 2012, il devient Président-directeur général de SFR, fonction qu'il assure jusqu'en mai 2013. Il devient alors Directeur général de Vivendi. En octobre de la même année, il dirige le développement et l'organisation de cette société. Toujours au sein de Vivendi, il est nommé Directeur général chargé des opérations en novembre 2015,.
En juin 2016, il est affecté au poste de Président-directeur général de Gameloft, lorsque l'ancien P.-D.G. et cofondateur Michel Guillemot démissionne à la suite du rachat de Gameloft par Vivendi. À cette occasion, il déclare que l'avenir de la société Gameloft sera axé sur le développement de jeux vidéo mieux scénarisés, plus courts et plus simples, pouvant bénéficier de la réalité virtuelle. Enfin, il souhaite que Vivendi et Gameloft se tournent vers le développement du sport électronique.
Stéphane Roussel détenait également diverses fonctions dans plusieurs sociétés dans lesquelles Vivendi est actionnaire comme Dailymotion, Telecom Italia où il était membre du conseil d'administration, mais aussi chez Canal+, Studiocanal et Universal Music France où il était membre du conseil de surveillance. Depuis mai 2022, il est président de la Fondation Vivendi.